# Vita Karoli Magni

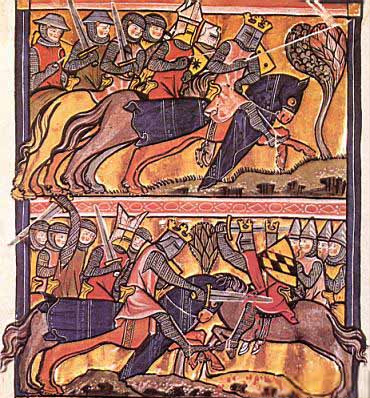
Vita Karoli Magni. Imatge del.

Vita Karoli Magni és una biografia de Carlemany escrita per Einhard.
Aquesta biografia va ser la primera que es va escriure sobre un rei europeu. Einhard va usar la llengua llatina i la va redactar entre l'any 830 i 833. L'autor intenta imitar l'estil de l'historiador de l'antiga Roma Suetoni. Suetoni era un autor romà que va escriure dotze biografies d'emperadors romans, a la seva obra Vides dels dotze cèsars.
El llibre d'Einhard tracta sobre la part més íntima del rei Carlemany, els seus hàbits personals i els seus gustos. Va ser un dels personatges preferits a la cort de Carlemany, gràcies a això va poder accedir a molta informació interna. Einhard va rebre una educació avançada al monestir de Fulda des de l'any 779. Era un estudiant excepcional i estava força ben informat. Carlemany va conèixer la mestria d'Einhard i el va reclamar per la seva escola, l'Acadèmia Palatina, a Aquisgrà, l'any 791. Einhard va accedir a un lloc a la cort reial l'any 796, on va estar durant uns vint anys en aquest càrrec. Després d'abandonar Aquisgrà, va escriure la biografia del rei, ja instal·lat a Seligenstadt.
La posició d'Einhard amb Carlemany era la d'un ministre d'afers públics actual, i per això va poder tenir un coneixement íntim de la cort. Einhard també va tenir la responsabilitat de controlar moltes de les abadies de l'Imperi Carolingi. Hi ha una llegenda que diu que la dona d'Einhard era una de les filles de Carlemany, tanmateix, això no ha estat provat i podria haver estat un conte del segle xii.
La major part de les biografies de l'edat mitjana narren només les bones accions del protagonista, amb molta informació arreglada. La biografia d'Einhard, altrament, és considerada verídica i és fiable la seva narració de la vida del rei. És considerat una excel·lent narració de la vida a l'edat mitjana més primerenca. Malgrat les limitacions d'Einhard, ja que era el seu primer llibre, l'historiador britànic Thomas Hodgkin diu: «Gairebé tot el nostre coneixement de Carlemany està tret d'Einhard, i Vita Karoli Magni és un dels millors legats literaris de l'edat mitjana primerenca».